# Раджпат
Дорога раджі, Раджпат (англ. Rajpath — «царська дорога») — церемоніальна вулиця в центрі Нью-Делі, що простягнулася від Раштрапаті-Бхаван (президентського палацу) через площу Віджай-Човк та Браму Індії до Національного стадіону Дх'ян-Чанд. З обох боків вулиці розташовані ряди дерев, паркові зони та ставки.
Найважливійша частина вулиці, по якій проходить щорічний парад на День Республіки 26 січня, проходить через пагорб Райсанія та перетинає проспект Джанпатх. На пагорбі з обох боків проспекту знаходяться Північний та Південний квартали. В кінці проспект упирається у браму Раштрапаті-Бхавану. На площі Віджай-Човк Раджпатх перетинає Сансад-Марґ та проходить поруч з будівлею Парламенту Індії.